# Defend Yourself
| Recensione | Giudizio |
| ---------- | -------- |
| Pitchfork  | [ 1 ]    |

Defend Yourself è l'ottavo album in studio della band statunitense Sebadoh, pubblicato nel 2013.

## Tracce
1. I Will
2. Love You Here
3. Beat
4. Defend Yr Self
5. Oxygen
6. Once
7. Inquiries
8. State Of Mine
9. Final Days
10. Can't Depend
11. Let It Out
12. Listen
13. Separate
14. Imminent Emergency
15. No Wound

## Formazione
- Jason Loewenstein: basso, batteria e voce
- Lou Barlow: chitarra e voce
- Bob D'Amico: batteria